# Seznam hrabat z Artois

Erb hrabat z Artois

Seznam hrabat z Artois zahrnuje vládce hrabství Artois od poloviny 9. století do Velké francouzské revoluce roku 1790.

## První hrabata
- okolo 850: Odalric
- okolo 890: Altmar
- do 932: Adelelm

## Rod flanderských hrabat
- 932–964: Arnulf I. Veliký
- 958–962: Balduin I.
- 964–988: Arnulf II. Mladší
- 988–1037: Balduin II. Bradatý
- 1037–1067: Balduin III. z Lille
- 1067–1070: Balduin IV. z Monsu
- 1070–1071: Arnulf III. Nešťastný
- 1071–1093: Robert I. Frísan
- 1093–1111: Robert II. Jeruzalémský
- 1111–1119: Balduin V.

## Estridsenové
- 1119–1127: Karel I. Dobrý

## Normané
- 1127–1128: Vilém I.

## Adalbertovci
- 1128–1168: Thierry
- 1168–1180: Filip I.
- 1180–1189: Isabela I.

## Kapetovci
- 1180–1189: Filip II., manžel Isabely I.
- 1189–1226: Ludvík I.
- 1226–1237: Ludvík II.

## Kapetovci–Dynastie z Artois
- 1237–1249: Robert I. z Artois
- 1250–1302: Robert II. z Artois
- 1302–1329: Mahaut z Artois
  - 1302–1329: Robert III. z Artois, synovec Mahaut

## Burgundsko-Ivrejští
- 1329–1330: Johana I., také burgundská hraběnka (1315–1330)

## Kapetovci
- 1330–1347: Johana II., dcera Filipa V. Francouzského
  - Odo I., manžel Johany III. a také burgundský vévoda a hrabě (1330–1347)
- 1347–1361: Filip III., také burgundský hrabě a vévoda (1349–1361)
- 1361–1382: Markéta I., sestra Johany II. a také burgundská hraběnka

## Dampierrové
- 1382–1383: Ludvík III. syn Markety I. a také flanderský hrabě
- 1383–1405: Markéta II., dcera Ludvíka III. a také hraběnka flanderská, burgundská, neverská, rethelská a od roku 1404 vévodkyně brabantská a limburská
  - Filip IV., burgundský vévoda a manžel Markéty II.

## Burgundští
- 1405–1419: Jan I. Smělý
- 1419–1467: Filip V. Dobrý
- 1467–1477: Karel Smělý
- 1477–1482: Marie I. Bohatá, dcera Karla Smělého a manželka pozdějšího císaře Maxmiliána I.
  - 1493–1482: Maxmiliána I., manžel Marie I. a císař Svaté říše římské

## Habsburkové
- 1482–1506: Filip VI. Sličný, syn Maxmiliána I. a Marie I.
- 1519–1556: Karel II., vnuk Maxmiliána I. a císař jako Karel V.
- 1556–1598: Filip VII., jako Filip II. španělským králem
- 1598–1621: Isabela, dcera Filipa VII. a manželka arcivévody Albrechta)
- 1621–1665: Filip VIII., polorodý bratr Isabely a také španělský král jako Filip IV.